# Peleloe Tepoe
Tepoe (Trio voor rots), voluit Peleloe Tepoe/Peleloetepoe (soms ook gespeld als Pelelu Tepu of Përëru Tëpu), is een klein inheems dorp in het zuiden van Suriname.
Pelelu Tepu ligt diep in het binnenland van het district Sipaliwini. Het dorp ligt aan een bocht van de Tapanahonyrivier. In de buurt van het dorp bevindt zich de Tepoe Airstrip met een verbinding naar Zorg en Hoop Airport in Paramaribo.
Het dorp werd net als Alalapadoe (aan de Coeroeniekreek) in de jaren 1960 gesticht door christelijke missionarissen (om hun werk onder de bevolking te vergemakkelijken) en het Trio-volk dat als nomaden in de omgeving leefde in een vaste verblijfplaats onder te brengen. Begin 21e eeuw wonen er ook een klein aantal Wayana- en Akuriyo-inheemsen. Het dorp wordt geleid door een Trio-stamhoofd. Er is ook een klein vliegveld bij het dorp.
In 2024 installeerde VIDS hier een multifunctioneel regionaal kantoor dat draait op zonne-energie. Ook zijn hier faciliteiten voor gasten ingericht.

## Galerij

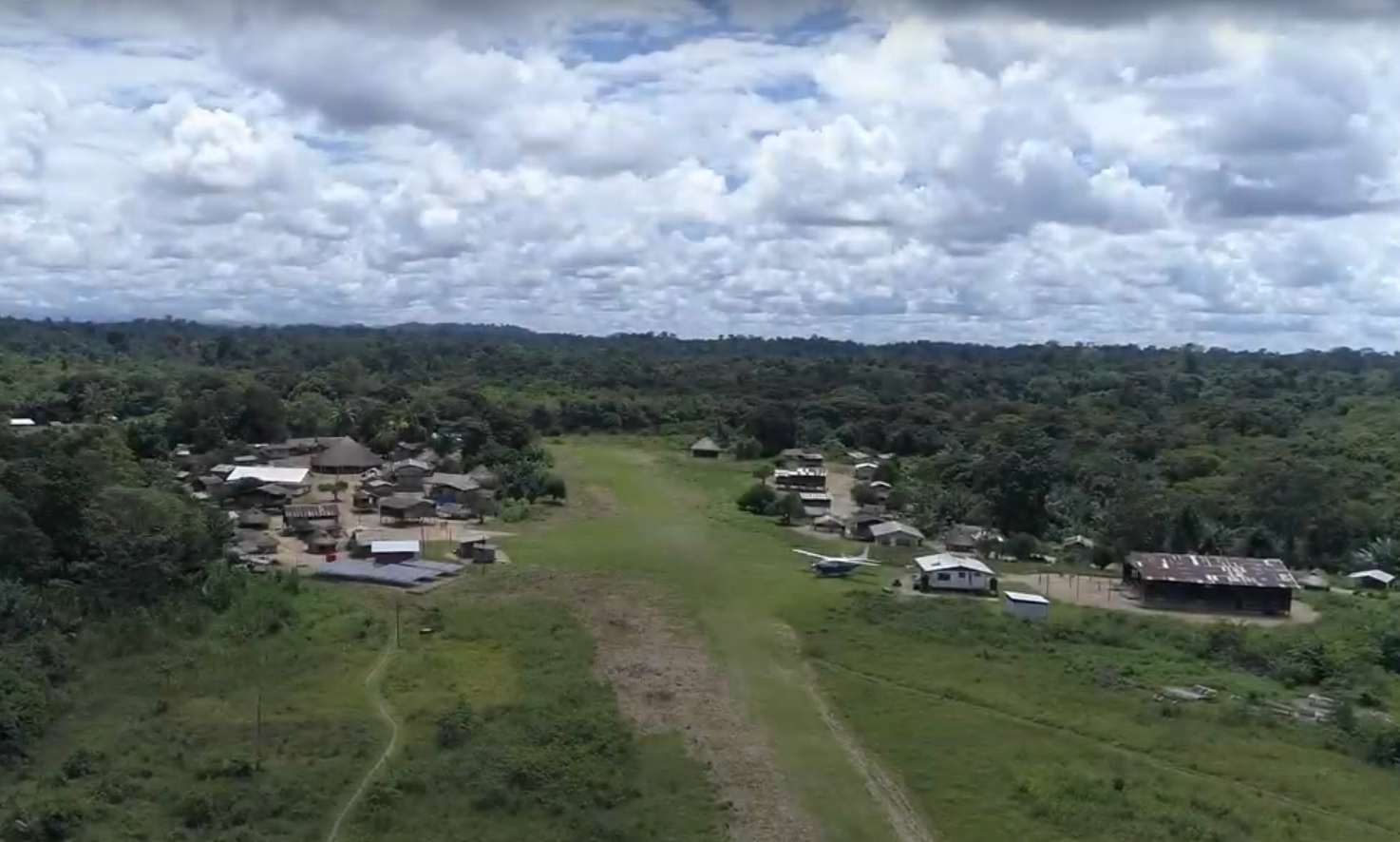
Dorp met landingsbaan

Affivisiti · Agaigoni · Ajokojokondre · Akani Pata · Aloepi 1 & 2 · Alopi · Antino · Antonio do Brinco · Apetina · Benanoe · Benzdorp · Clementi · Cottica · Draai · Drietabbetje · Gakaba · Godo-olo · Godoro · Granbori · Herminadorp · Intelewa · Kampoe · Kawemhakan · Koemakapan · Kontina · Lensidede · Maboga · Maisa Kampu · Manlobi · Moitaki · Monpoesoe · Nikie · Paloemeu · Peleloe Tepoe · Peruano · Poeketi · Poeloegoedoe · Ronaldo · Sajé · Tjon Tjon · Tutu Kampu · Wanfinga · Wehejok